# Serjania insignis
Serjania insignis är en kinesträdsväxtart som beskrevs av Ludwig Radlkofer. Serjania insignis ingår i släktet Serjania och familjen kinesträdsväxter. Inga underarter finns listade i Catalogue of Life.